# Ulrichen
Ulrichen is een plaats en voormalige gemeente in het Zwitserse kanton Wallis en maakt sinds 1 januari 2009 deel uit van de gemeente Obergoms het district Goms.
- Historisch woordenboek van Zwitserland: 002701
- Virtual International Authority File: 244776319